# Frédéric Lebon
Pour les articles homonymes, voir Lebon.
Frédéric Lebon, né le 23 mai 1965 à Reims et mort le 25 février 2013 à Paris 14e, est un imitateur français.
Il est essentiellement connu pour avoir participé à Rien à cirer et On a tout essayé avec Laurent Ruquier.

## Biographie
Il apparait pour la première fois chez Jacques Martin. Il déclare alors : « Allez place aux jeunes ». Moins de deux semaines plus tard, celui-ci a commencé à avoir des problèmes de santé.
Il imite des voix féminines, de Brigitte Bardot à Amanda Lear, en passant par Vanessa Paradis, Christine Ockrent, Sheila, Jane Birkin, Régine, Muriel Robin et Mireille Mathieu. À partir de 2003, il se produisait au Point Virgule, d'abord sur des textes de Laurent Ruquier, puis sur des textes personnels avec, notamment, la parodie d'une émission de Mireille Dumas.
Il meurt le 25 février 2013 dans le 14ème arrondissement de Paris, à l'âge de 47 ans, d'une crise cardiaque. Il est crématisé au Père-Lachaise et ses cendres sont récupérées par son veuf.